# Catedral de Santiago (Riga)
La Catedral de Santiago (en letón Svētā Jēkaba katedrāle) es la catedral de la Arquidiócesis de Riga, dedicada a Santiago el Menor, uno de los doce Apóstoles, además de la principal iglesia católica de Letonia. A principios del siglo XV fue construida la Capilla de la Santa Cruz en el extremo sur de la primera iglesia gótica, y una parte de la iglesia fue convertida en basílica. En 1901, el altar barroco más antiguo de Riga (1680) fue reemplazado por uno nuevo. La catedral forma parte del Centro Histórico de Riga, que es Patrimonio de la Humanidad.

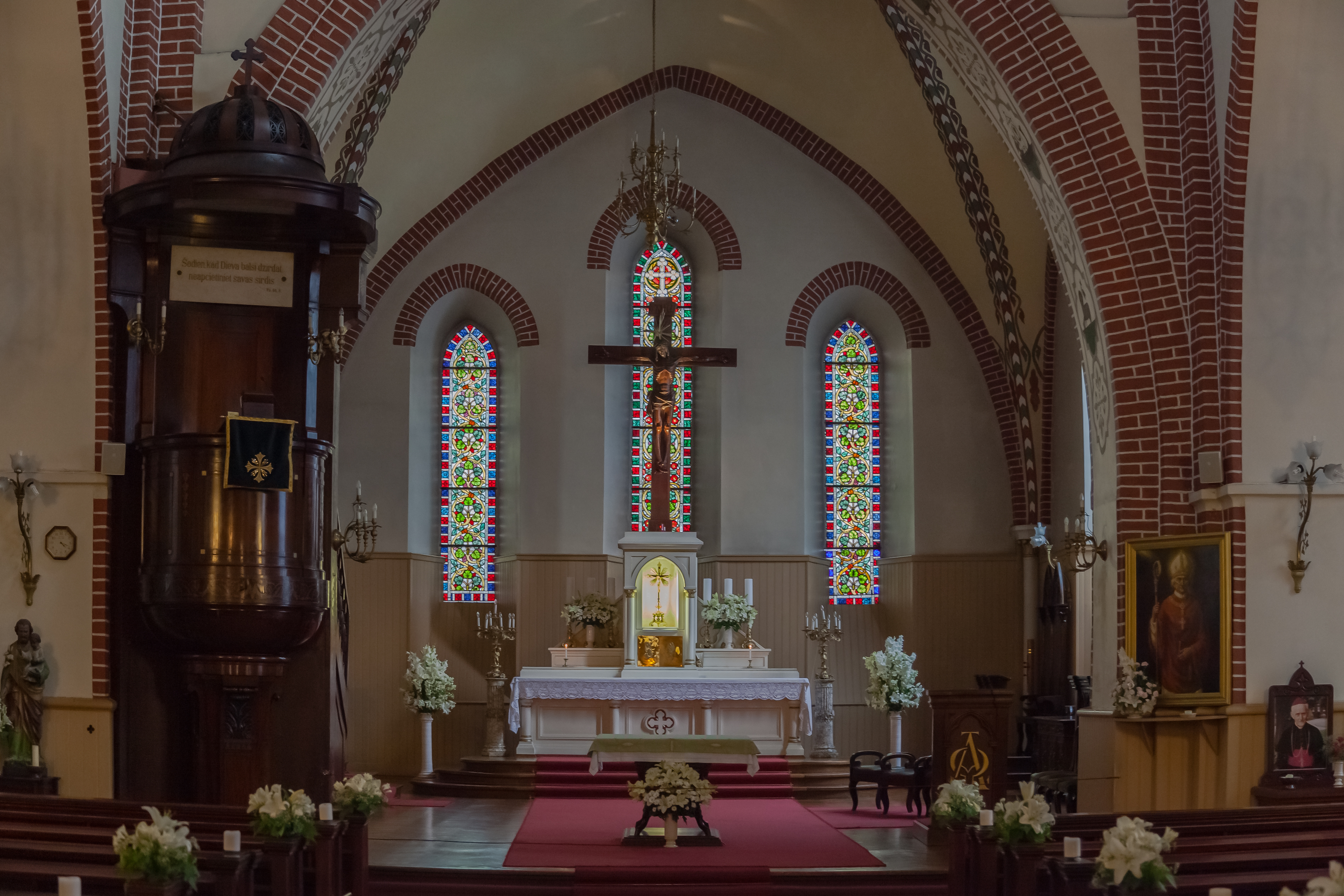
Vista del interior del templo.